# Aannemersbegroting
Een aannemersbegroting is een lijst van werkzaamheden, hoeveelheden en eenheidsprijzen, die benodigd zijn om de prijs van een project vast te stellen. Wanneer men de hoeveelheden en eenheidsprijzen met elkaar vermenigvuldigt en het geheel bij elkaar optelt komt men tot de kostprijs. Wanneer men over de kostprijs de bureaukosten, de winst en het risico berekent, krijgt men de aanneemsom, die in de regel zonder btw bij een aanbesteding wordt aangeboden. Als in deze begroting voor de eenheidsprijzen interne prijzen worden genomen, spreekt men van de aannemersbegroting, bij externe- of verkoopprijzen spreekt men van een directiebegroting. Met interne prijzen wordt hier bedoeld dat calculatiegegevens binnen een aannemersbedrijf blijven, terwijl externe prijzen gepubliceerde gegevens zijn.
De aannemer kan ook een offerte maken, die als begroting wordt aangeboden. De werkzaamheden worden dan volgens de offerte uitgevoerd.